# Rejon zasławski
Rejon zasławski, ukr. Ізяславський район – jednostka administracyjna wchodząca w skład obwodu chmielnickiego Ukrainy.
Rejon utworzony w 1927, ma powierzchnię 1250 km² i liczy około 54 tysięcy mieszkańców. Siedzibą władz rejonu jest Zasław.
Na terenie rejonu znajdują się 1 miejska rada i 29 silskich rad, obejmujących w sumie 91 miejscowości.

## Współpraca międzynarodowa
Miasta i gminy partnerskie:
- Powiat ostrowski[1]

## Miejscowości rejonu
- Antoniówka (Антонівка)
- Bejzymy (Бейзими)
- Białogródka (Білогородка)
- Bielczyn (Більчин)
- Bielów (Білеве)
- Biełeżyńce (Білижинці)
- Bilczynka (Більчинка)
- Biłotyn (Білотин)
- Borysów (Борисів)
- Choteń Drugi (Хотень Другий)
- Choteń Pierwszy (Хотень Перший)
- Chrestówka (Христівка)
- Czepсe (Чепці)
- Czyżówka (Чижівка)
- Dańkowce[2] (Даньківці)
- Dertka (Дертка)
- Dibrówka (Дібрівка)
- Dobrin (Добрин)
- Dołoczja (Долоччя)
- Dwireć (Двірець)
- Hryhorówka (Григорівка)
- Iwanówka[3]  (Іванівка)
- Kaletyńce (Калетинці)
- Kałynówka (Калинівка)
- Kamjanka (Кам'янка)
- Kłębówka (Клубівка)
- Kominy (Комини)
- Kondratka (Кіндратки)
- Kropiwna (Кропивна)
- Krywołuka[4] (Криволука)
- Kuniów (Кунів)
- Lisna (Лісна)
- Liszczany (Ліщани)
- Luterka (Лютарка)
- Łopuszne (Лопушне)
- Mała Medwedówka (Мала Медведівка)
- Mała Radohoszcz (Мала Радогощ)
- Michałówka (Михайлівка)
- Michla (Михля)
- Michnów (Михнів)
- Mirne (Мирне)
- Mjakoty (М'якоти)
- Mokrzec (Мокрець)
- Myślatyn (Мислятин)
- Nieczajówka (Нечаївка)
- Nowa Hutyska (Нова Гутиська)
- Nowa Wieś (Нове Село)
- Nowosółka (Новосілка)
- Nowostaw (Новостав)
- Piłki (Пильки)
- Piwnewa Góra (Півнева Гора)
- Płużne (Плужне)
- Podlisce (Підлісці)
- Pokaszczówka (Покощівка)
- Poliske (Поліське)
- Pryputeńka (Припутенка)
- Pryputnie (Припутні)
- Putryńce (Путринці)
- Puzyrki Wielkie (Великі Пузирки)
- Radoszówka (Радошівка)
- Rewucha (Ревуха)
- Rokitne (Рокитне)
- Rypki[5] (Ріпки)
- Sachnowce (Сахнівці)
- Siwir (Сивір)
- Smorszczki (Сморшки)
- Soszne (Сошне)
- Stara Hutyska (Стара Гутиська)
- Storonicze (Сторониче)
- Suchożyńce (Сохужинці)
- Swerydy (Свириди)
- Szczurowce (Щурівці)
- Szczurowczyki[6]  (Щурівчики)
- Szekerynci (Шекеринці)
- Szewczenka (Шевченка)
- Tarasówka (Тарасівка)
- Teleżyńce (Теліжинці)
- Ternawka (Тернавка)
- Toporczyki (Топірчики)
- Topory (Топори)
- Tyszewicze (Тишевичі)
- Uljanówka (Улянівка)
- Waśkowce (Васьківці)
- Wielka Radohosz (Велика Радогощ)
- Wlaszanówka (Влашанівка)
- Zabrid (Забрід)
- Zakrużce (Закружці)
- Zakryniczne (Закриничне)
- Zariczja (Заріччя)
- Zasław (Ізяслав)
- Zawadynci(inne języki) (Завадинці, Zawadyńce)
- Zubary (Зубарі)